# Poggiomarino
Poggiomarino is een Italiaanse gemeente, onderdeel van de metropolitane stad Napels, wat voor 2015 nog de provincie Napels was (regio Campanië) en telt 20.516 inwoners (31-12-2004). De oppervlakte bedraagt 13,3 km², de bevolkingsdichtheid is 1536 inwoners per km².
De volgende frazioni maken deel uit van de gemeente: Flocco, Fornillo.

## Geografie
De gemeente ligt op ongeveer 47 m boven zeeniveau.
Poggiomarino grenst aan de volgende gemeenten: Boscoreale, Palma Campania, Ottaviano, San Gennaro Vesuviano, San Giuseppe Vesuviano, Scafati (SA), Striano, Terzigno.